# Out (Baseball)
Ein Out bezeichnet im Baseball jede Spielsituation, in der die verteidigende Mannschaft einen Spieler der angreifenden Mannschaft zum Ausscheiden zwingt  (engl.: „retiring a player“), so dass der ausgeschiedene Spieler auf seinen nächsten Schlagdurchgang in der Schlagreihenfolge warten muss, bis er sich wieder ins Spiel bringen kann. Nach drei Outs in einem Inning verliert die angreifende Mannschaft das Schlagrecht.

## Outs bei Battern ohne gültigen Schlag
Will sich ein angreifender Batter (dt.: Schlagmann) gegen den Pitcher der verteidigenden Mannschaft durch einen Hit ins Spiel bringen, kann der Batter ein „Out“ kassieren, ohne dass er die Chance hatte, sich durch einen gültigen Schlag ins Spiel zu bringen:
- Durch ein Strikeout des Pitchers
- Durch einen missglückten Bunt-Versuch bei zwei Strikes
- Durch unerlaubtes Behindern von Gegenspielern
- Durch nicht regelkonformes Hinstellen
- Durch Nichteinhaltung der Schlagreihenfolge
- Durch unerlaubte Manipulation seines Baseballschlägers

## Outs bei Battern nach einem gültigen Schlag
Wenn der Batter einen vom gegnerischen Pitcher geworfenen Baseball regelkonform ins Spiel geschlagen hat, kann die verteidigende Mannschaft gegen ihn ein „Out“ erzielen, indem sie verhindert, dass er sicher eine Base erreicht (d. h. der Hit wird verhindert):
- Ein Verteidiger fängt den Ball aus der Luft (engl.: fly out).
- Ein Verteidiger nimmt den Ball nach Bodenkontakt auf und
  - berührt den Schlagmann vor Erreichen einer Base mit dem Ball in der Hand oder dem Ball im Handschuh oder
  - wirft ihn zu einem Mitverteidiger, der auf der Base steht, die der Schlagmann erreichen muss.
- Anwendung der (selten durchgeführten) infield fly rule, wenn es „völlig offensichtlich“ ist, dass der Verteidiger den Ball fangen kann und er durch ein absichtliches Fallenlassen des Balles (z. B. um gegen die überraschte Gegnermannschaft ein Double Play zu erzielen) einen Vorteil hätte.

## Outs bei Baserunnern
Hat sich ein Batter durch einen erfolgreichen Hit sicher auf eine Base gebracht, wird er zu einem Baserunner (dt.: Base-Läufer), dessen Ziel es ist, durch Erreichen des Home Plate einen Punkt zu erzielen. Bis zu drei Baserunner können im Spiel sein, wenn ein neuer Batter ankommt. Die verteidigende Mannschaft kann Outs erzielen, indem sie den Baserunner und/oder den neuen Batter zum Ausscheiden zwingen.

### Outs ausschließlich gegen Baserunner
Jeder Baserunner mit Ausnahme des neuen Batters ist „Out“:
- Wenn er eine Base nicht erreicht, bevor ein Verteidiger mit einem regelgerecht ins Spiel gebrachten Baseball in der Hand diese Base berührt, die dieser erreichen muss (Force Out), bzw. den Spieler berührt, wenn dieser nicht gezwungen ist, die Base zu erlaufen (Tag out).
- Wenn der Baserunner losläuft, ein Verteidiger den geschlagenen Baseball aus der Luft fängt, und der Baserunner nicht rechtzeitig zu seiner Ausgangsbase zurückkehrt.
- Bei unerlaubter Behinderung der Verteidiger
- Bei grober Unsportlichkeit
- Bei einer nicht regelkonformen Einwechslung

### Outs gegen Baserunner und Batter
Sowohl Baserunner als auch Batter sind in folgenden Spielsituationen „Out“:
- Wenn ein Verteidiger ihn zwischen den Bases mit einem ins Spiel gebrachten Baseball berührt (engl.: tag out).
- Wenn sie an einer Base vorbeirennen, ohne sie zu berühren.
- Bei unerlaubter Behinderung der Verteidiger
- Wenn er mehr als drei Fuß (91 Zentimeter) von der direkten Linie zwischen den Bases abweicht.
- Wenn Mitspieler, die nicht Out sind, auf den Bases überholt werden.
- Wenn sie einen ins Spiel gebrachten Baseball berühren, ohne dass ein Verteidiger ihn vorher berührt hat.
- Bei grober Unsportlichkeit

## Statistik
Im Baseball werden die Verteidiger, die direkt für ein „Out“ verantwortlich sind, mit einem sog. „Putout“ belohnt. Jeder Mitspieler, der den „geputouteten“ Baseball berührte, bekommt einen „Assist“. Wenn z. B. ein Shortstop einen harten Schlag eines Batters nur ablenken kann, der Ball auf dem Boden aufkommt, der Mitspieler auf der dritten Base ihn fängt und zum Mitspieler auf der ersten Base wirft, ehe der Batter an der ersten Base ankommt, bekommt der Erste Baseman den Putout, und der Dritte Baseman sowie der Shortstop jeweils einen Assist.